# Couvent de l'Annonciation de Paris
Le couvent de l’Annonciation de Paris ou couvent des Dominicains de la rue du Faubourg-Saint-Honoré est un couvent de dominicains situé au 222, rue du Faubourg-Saint-Honoré dans le 8e arrondissement de Paris.

## Histoire
Le couvent succède à celui de la rue Saint-Honoré fermé à la Révolution.
Son origine est l’achat le 28 octobre 1874 par la Société des Prêcheurs d’une propriété de 3 595 m2 aux 226 et 228 de la rue du Faubourg-Saint-Honoré comprenant un hôtel particulier dans lequel les religieux s’installent et convertissent la bibliothèque en chapelle. La congrégation fait construite l’église conventuelle de 1876 à 1877 dans la cour sans façade sur rue. 
Les religieux sont dispersés en 1880, par application d'un décret de Jules Ferry, comme « famille religieuse non autorisée ». L’église interdite au culte est convertie en salle de concerts, de conférences et de réunion sous le nom de salle Albert Le Grand, puis rouverte en 1896. Les religieux revenus agrandissent les bâtiments conventuels. La communauté est une deuxième fois expulsée en 1901 comme congrégation non autorisée. Ses biens confisqués sont rachetés en 1909 et 1910 par deux sociétés immobilières. 
Les Amis des dominicains rachètent en 1922 les parts de ces sociétés. Entre-temps ces sociétés avaient fait cesser l’imbrication parcellaire ce qui permet l’agrandissement du couvent (à l’arrière de la rue) sur le terrain de l'ancienne propriété de Jean-Antoine Houdon où le sculpteur avait établi son atelier et sa fonderie. Deux chapelles sont transformées en 1924. La chapelle Saint-Dominique est ornée d'une statue de Saint-Dominique du sculpteur Paul Gasq et de peintures du père Couturier de Saint-Dominique enseigné par le Christ et de la conversion des hérétiques par Saint-Dominique, la chapelle Saint-Thomas-d'Aquin d'une statue de Carlo Sarrabezolles du saint tenant un ostensoir et sa Somme théologique, de peintures de Marcel Imbs d'anges adorateurs vêtus en Dominicains. Un cloître est construit dans une architecture Art déco. Les bâtiments sur rue sont démolis et reconstruits, celui du 226 en 1928-1930, ceux des 222-224 en 1968.

## Architecture

### Église

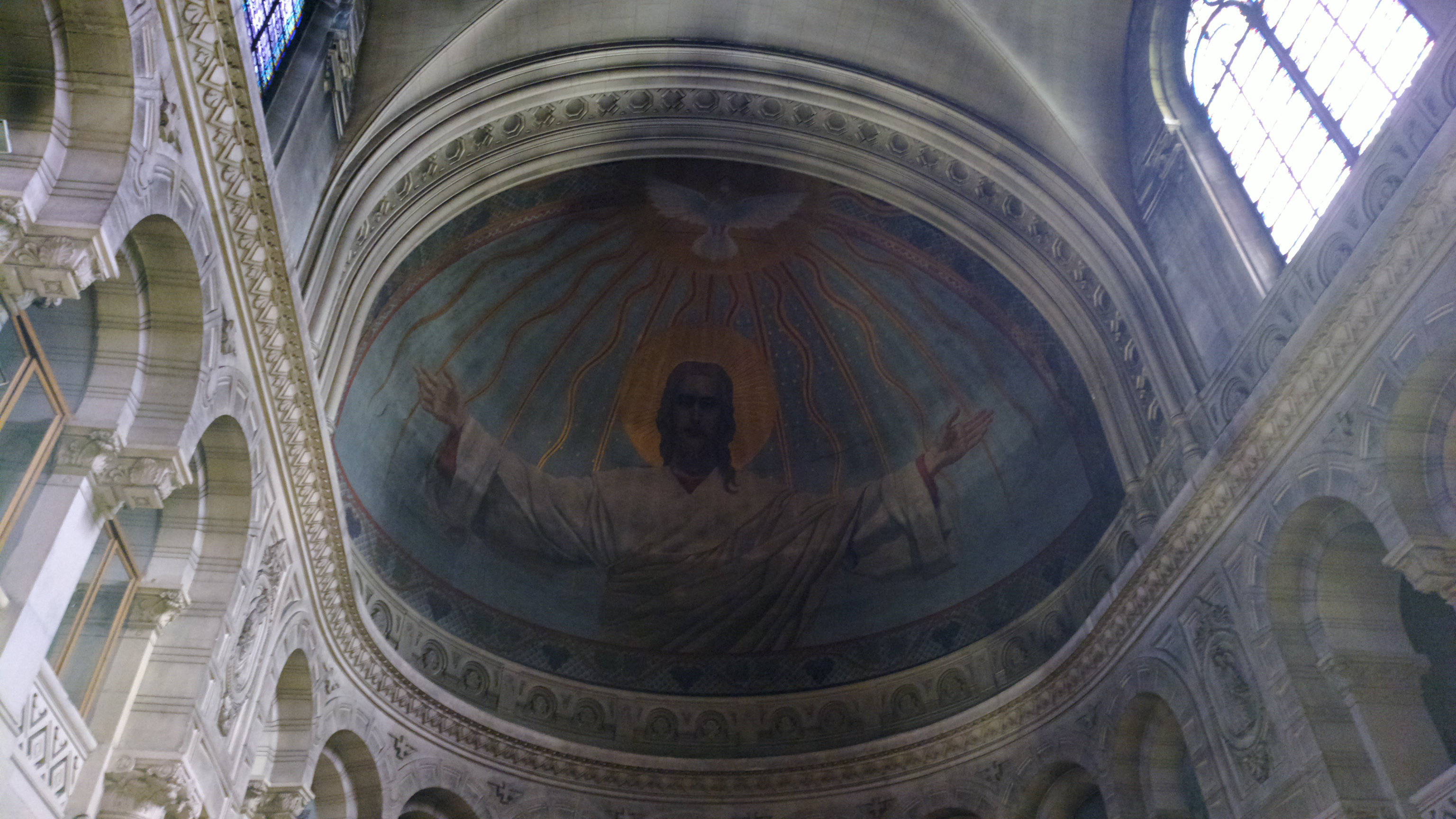
Le Christ pantocrator de l'abside.

L’église de style néo-roman, assez vaste (50 mètres sur 20 mètres), comprend une nef de 6 travées avec colonnes et chapiteaux, terminée par un chœur et une abside en hémicycle ornée d’un Christ pantocrator en cul-de-four du peintre James Tissot. Des arbustes peints dans 9 niches sous le Christ représentent la vigne, le chêne, le rosier, le lierre, le saule, le laurier, la fougère, le saule, le fraisier et la renoncule, plantes symboliques du Moyen Âge. À droite de la grande nef, sont installées cinq chapelles, à gauche une nef étroite terminée par la chapelle du Rosaire.
L’église possède un grand orgue de 1879 du facteur Joseph Merklin.

### Cloître

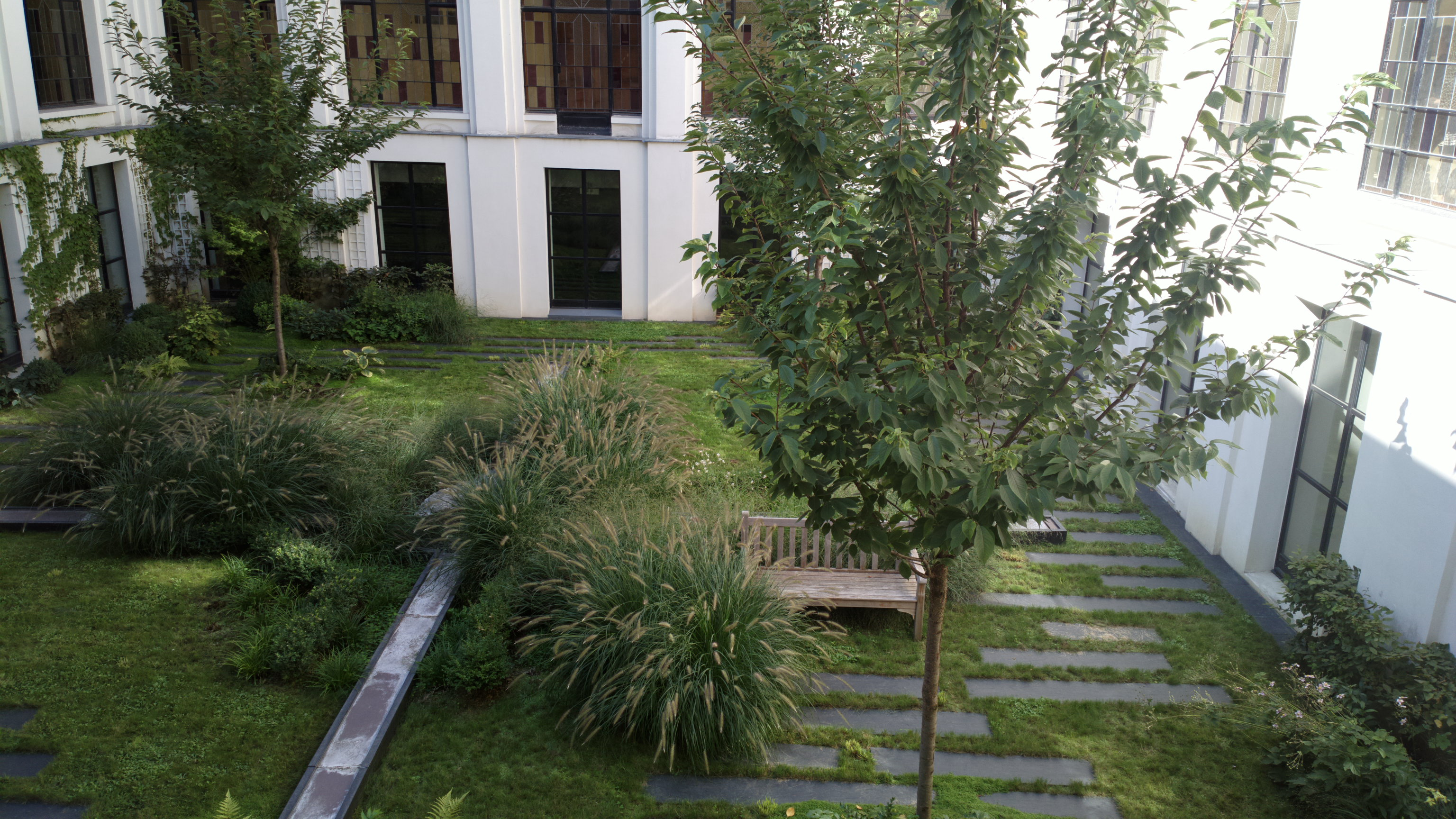
Le jardin du cloître.

Le bâtiment conventuel reconstruit vers 1928 est d’architecture Art-déco. Les fenêtres cintrées du premier étage sont décorées de vitraux géométriques. Il est réaménagé en 2007 par l’architecte Jean-Marie Duthilleul avec création d’une grande salle « la Fabrique du 222 » espace d’exposition, de concerts et de rencontre.
Le cloître de forme carrée entoure un jardin réalisé au XXIe siècle par le paysagiste Thierry Cardot avec des symboles bibliques, la pierre centrale représentant une montagne d'où s'écoulent quatre fleuves.

## Rayonnement
La communauté comprend 35 religieux : enseignants, médecins, avocats des pauvres ou aumôniers.
Le couvent est la résidence du Père provincial des Dominicains : Bernard Chocarne, refondateur en 1874 du couvent de l'Annonciation ; Antonin-Gilbert Sertillanges ; Marie-Albert Janvier, fondateur en 1918 avec René Bazin de la revue Les Nouvelles religieuses qui eut parmi ses rédacteurs Hubert Beuve-Méry, par la suite fondateur et directeur du Monde ; Jean-Paul Vesco.
Les dominicains du couvent sont les créateurs – les premiers au monde – en 1955-1960, dans leur église, de la messe télévisée du dimanche.

### Articles liés
- Ordre des Prêcheurs
- Liste des édifices religieux de Paris